# Godło Marianów Północnych

Godło Marianów Północnych

Godło Marianów Północnych zostało przyjęte w 1972 roku. Modyfikowane było w latach 1989, 1991 i 1995. Przedstawia białą pięcioramienna gwiazdę nałożoną na szarą sylwetkę kamienia latte. W 1989 roku emblemat ten otoczono wieńcem z muszli i kwiatów. Gwiazda to symbol wspólnoty. Kamień latte reprezentuje wczesną cywilizację miejscowego ludu Chamorro. Wieniec symbolizuje kulturę i tradycje
tubylców. W wieńcu umieszczone są kwiaty miejscowych roślin zwanych: ylang-ylang, seyur, ang'gha oraz teibwo.